# Guthrie Center
Guthrie Center ist eine Stadt (mit dem Status „City“) und Verwaltungssitz des Guthrie County im US-amerikanischen Bundesstaat Iowa. Das U.S. Census Bureau hat bei der Volkszählung 2020 eine Einwohnerzahl von 1.593 ermittelt.
Guthrie Center ist Bestandteil der Metropolregion um Iowas Hauptstadt Des Moines.

## Geografie
Guthrie Center liegt im südwestlichen Zentrum Iowas am South Raccoon River, der über den Raccoon River und den Des Moines River zum Stromgebiet des Mississippi gehört.
Die geografischen Koordinaten von Guthrie Center sind 41°40′38″ nördlicher Breite und 94°30′12″ westlicher Länge. Das Stadtgebiet erstreckt sich über eine Fläche von 6,4 km² und verteilt sich über die Valley, die Baker und die Victory Township.
Nachbarorte von Guthrie Center sind Bagley (25 km nordnordöstlich), Yale (22,7 km nordöstlich), Panora (12,1 km östlich), Menlo (25,3 km südsüdöstlich), Casey (21,2 km südlich) und Bayard (25,2 km nordnordwestlich).
Das Zentrum von Des Moines liegt 86 km östlich. Die nächstgelegenen weiteren Großstädte sind die Twin Cities in Minnesota (Minneapolis und Saint Paul) (463 km nordnordöstlich), Cedar Rapids (257 km ostnordöstlich), Kansas City in Missouri (326 km südlich), Nebraskas größte Stadt Omaha (162 km westsüdwestlich), Sioux City (223 km nordwestlich) und South Dakotas größte Stadt Sioux Falls (361 km in der gleichen Richtung).

## Verkehr
Im Zentrum von Guthrie Center kreuzen die Iowa State Highway 25 und 44. Alle weiteren Straßen sind untergeordnete Landstraßen, teils unbefestigte Fahrwege sowie innerörtliche Verbindungsstraßen.
Mit dem Guthrie County Regional Airport befindet sich 4,4 km östlich ein kleiner Flugplatz. Der nächste Verkehrsflughafen ist der Des Moines International Airport (93 km ostsüdöstlich).

## Bevölkerung
Nach der Volkszählung im Jahr 2010 lebten in Guthrie Center 1569 Menschen in 677 Haushalten. Die Bevölkerungsdichte betrug 245,2 Einwohner pro Quadratkilometer. In den 677 Haushalten lebten statistisch je 2,22 Personen.
Ethnisch betrachtet setzte sich die Bevölkerung zusammen aus 96,0 Prozent Weißen, 0,1 Prozent (zwei Personen) Afroamerikanern, 0,4 Prozent amerikanischen Ureinwohnern, 0,2 Prozent Asiaten, 0,1 Prozent Polynesiern sowie 2,2 Prozent aus anderen ethnischen Gruppen; 0,9 Prozent stammten von zwei oder mehr Ethnien ab. Unabhängig von der ethnischen Zugehörigkeit waren 3,6 Prozent der Bevölkerung spanischer oder lateinamerikanischer Abstammung.
23,1 Prozent der Bevölkerung waren unter 18 Jahre alt, 51,2 Prozent waren zwischen 18 und 64 und 25,7 Prozent waren 65 Jahre oder älter. 53,4 Prozent der Bevölkerung waren weiblich.
Das mittlere jährliche Einkommen eines Haushalts lag bei 35.643 USD. Das Pro-Kopf-Einkommen betrug 20.072 USD. 13,2 Prozent der Einwohner lebten unterhalb der Armutsgrenze.

## Bekannte Bewohner
- Earl W. Vincent (1886–1953) – republikanischer Abgeordneter des US-Repräsentantenhauses (1928–1929) – lebte die meiste Zeit in Guthrie Center und ist hier beigesetzt
- James Ellison (1910–1993) – Hollywood-Schauspieler, hier geboren